# 452

452(사백오십이)는 451보다 크고 453보다 작은 자연수다.

## 수학
- 합성수로, 그 약수는 1, 2, 4, 113, 226, 452이다. 진약수의 합은 346이므로, 452는 부족수다.
- {\displaystyle 452=14^{2}+16^{2}}
  - 연속하는 두 짝수의 제곱합으로 나타낼 수 있으며, 이 성질을 지닌 앞의 수는 340, 다음 수는 580이다.
- {\displaystyle 15^{4}-1}은 452로 나누어떨어진다.

## 과학
- NGC 452(영어판): 물고기자리 방향에 있는 막대나선은하.

## 교통

### 철도
- 수도권 전철 4호선 초지역의 역번호.

### 도로
- 일본 452번 국도(일본어판): 홋카이도 유바리시에서 아사히카와시까지 이어지는 일본의 국도.
- 현도 제452호선

## 군사
- U-452(영어판): 제2차 세계 대전에 사용된 나치 독일의 군용 잠수함.

## 문화유산
- 대한민국의 보물 제452호: 청자 구룡형 주전자
- 대한민국의 사적 제452호: 강화 외성

## 기타
- 연도: 452년, 기원전 452년
- 452 피프스 애비뉴(영어판): 미국 뉴욕주 맨해튼에 있는 사무용 건물.